# Русский фан-вестник
«Русский фан-вестник» — журнал о субкультуре футбольных болельщиков, первое фанатское издание современной России.

## История
Основан в 1990 году Андреем Малосоловым, известным в фанатских кругах как Батумский. По признанию Батумского, идея создания — РФВ, родилась у него после написания дипломной работы по теме «Политический и музыкальный самиздат в СССР». Первый номер «Русского фан-вестника» был нелегально отпечатан в офисе ВЭБ, где в тот момент находились, первые в СССР копировальные аппараты. Журнал с разной периодичностью выходил до 2009 года и породил моду и бум на создание фанатского самиздата (фан-зинов) в стране. Несмотря на принадлежность авторов к движению ЦСКА, «Русский Фан-Вестник» всегда считался общефанатским и рассказывал о деятельности всего фан-движения страны.
Андрей Малосолов признавался, что большое влияние РФВ, оказали рок-самиздаты, а также творчество Даниила Хармса и Михаила Зощенко, в связи с чем, визитной карточкой издания стал неповторимый ироничный стиль изложения, который на фанатском сленге назывался глумом.
Среди достижений «Русского фан-вестника» можно отметить то, что именно этому изданию дал своё первое интервью известный футбольный комментатор и главный редактор спортивных каналов «НТВ-Плюс», Василий Уткин. Так же впервые именно на страницах РФВ появилось авторское интервью с культовым британским писателем Дуги Бримсоном, известным своими произведениями о фанатской субкультуре.
Всего вышло 27 номеров журнала. Первые три номера журнала назывались просто «Фан-вестник» и окончательное название утвердилось лишь на четвертом номере. Тогда же на обложке появился и логотип издания — колокол, который, по словам Андрея Малосолова, символизировал набат и являлся также стилизацией логотипа Общества «Память». Двадцать шестой и двадцать седьмой номера выходили под названием «Новый Русский Фан-Вестник».